# USS Oberrender (DE-344)
USS Oberrender (DE-344) là một tàu hộ tống khu trục lớp John C. Butler từng phục vụ cùng Hải quân Hoa Kỳ trong Chiến tranh Thế giới thứ hai. Nó là chiếc tàu chiến duy nhất của Hải quân Hoa Kỳ được đặt cái tên này, theo tên Thiếu tá Hải quân Thomas Olin Oberrender Jr. (1906–1942), người từng phục vụ như sĩ quan phòng máy trên tàu tuần dương hạng nhẹ Juneau (CL-52)
và đã tử trận trong trận Hải chiến Guadalcanal vào ngày 13 tháng 11, 1942. Nó đã phục vụ trong Thế chiến II, từng bị hư hại do vụ nổ tàu chở đạn Mount Hood (AE-11) tại Manus vào tháng 11, 1944, được sửa chữa và khi quay lại hoạt động ngoài khơi Okinawa vào tháng 5, 1945 lại tiếp tục bị máy bay tấn công tự sát Kamikaze đâm trúng. Do hư hại quá mức có thể sửa chữa, con tàu được xem như một tổn thất toàn bộ và bị đánh chìm như một mục tiêu vào cuối năm 1945. Oberrender được tặng thưởng ba Ngôi sao Chiến trận do thành tích phục vụ trong Thế Chiến II.

## Thiết kế và chế tạo
Lớp John C. Butler được thiết kế nhằm đáp ứng nhu cầu một số lượng lớn nhưng rẻ tiền của một kiểu tàu hộ tống chống tàu ngầm để hộ tống các đoàn tàu vận tải vượt đại dương, nên chỉ trang bị vũ khí chống hạm nhẹ. Lớp tàu này là một phần của đơn đặt hàng 720 tàu hộ tống cần được hoàn tất vào cuối năm 1944, nhưng số lượng chế tạo sau đó được cắt giảm đáng kể.

### Đặc tính chung

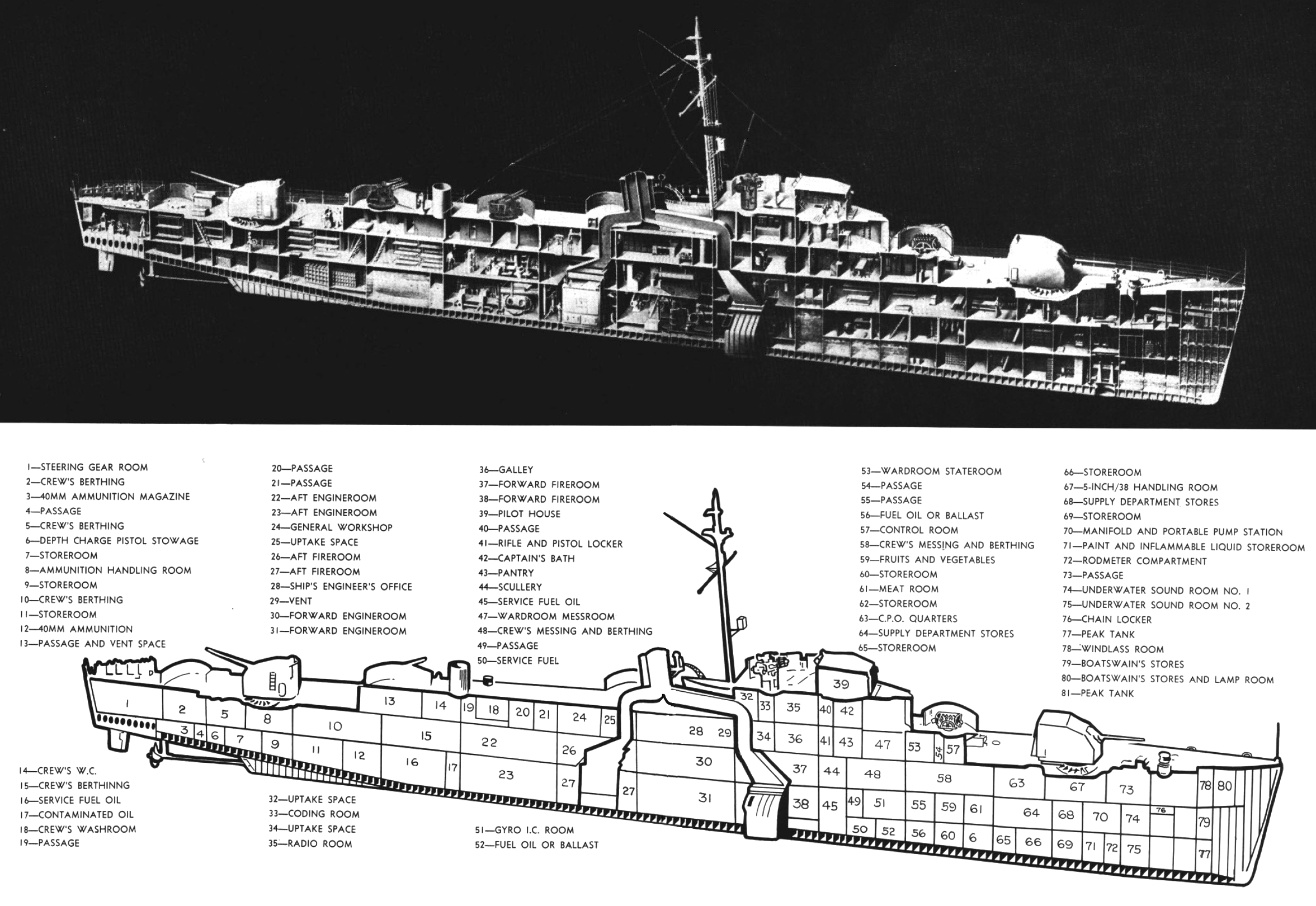
Sơ đồ một tàu hộ tống khu trục tiêu biểu của Hải quân Hoa Kỳ

Oberrender có chiều dài chung 306 foot (93,3 m), mạn tàu rộng 36 foot 10 inch (11,2 m) và mớn nước 13 foot 4 inch (4,1 m). Nó có trọng lượng choán nước tiêu chuẩn 1.350 tấn Anh (1.372 t), và lên đến 1.745 tấn Anh (1.773 t) khi đầy tải, với một thủy thủ đoàn bao gồm 14 sĩ quan và 201 thủy thủ.

### Động lực
Con tàu được vận hành bởi hai turbine hơi nước hộp số Westinghouse; hơi nước được cung cấp bởi hai nồi hơi "D" Express, tạo ra công suất 12.000 mã lực càng (8.900 kW) và cho phép đạt được tốc độ tối đa 24 hải lý trên giờ (44 km/h; 28 mph). Nó có tầm hoạt động 6.000 hải lý (11.000 km; 6.900 mi) ở tốc độ đường trường 12 hải lý trên giờ (22 km/h; 14 mph).

### Vũ khí và cảm biến
Dàn vũ khí chính của Oberrender bao gồm hai tháp pháo 5-inch/38 caliber đa dụng nòng đơn, bố trí phía trước và phía sau cấu trúc thượng tầng nhằm đối phó những mục tiêu tàu nổi và trên không; chúng được dẫn đường bởi hệ thống điều khiển hỏa lực Mark 51. Ngoài ra con tàu còn trang bị hai khẩu đội Bofors 40 mm L/60 phòng không nòng đôi, bắn thượng tầng bên trên tháp pháo 5-inch, và mười khẩu Oerlikon 20 mm phòng không nòng đơn cũng được dẫn đường bởi hệ thống Mark 51. Ngoài ba ống phóng ngư lôi 21 inch (533 mm), vũ khí chống ngầm bao gồm hai đường ray thả mìn sâu, tám máy phóng mìn sâu K-gun cùng một dàn súng cối chống ngầm Hedgehog. Con tàu được trang bị sonar kiểu QC, radar dò tìm mặt biển SL và radar dò tìm không trung SA.

### Chế tạo
Oberrender được đặt lườn tại xưởng tàu của hãng Consolidated Steel Corporation ở Orange, Texas vào ngày 8 tháng 11, 1943. Nó được hạ thủy vào ngày 18 tháng 1, 1944, được đỡ đầu bởi bà Muriel Elinor Oberrender, vợ góa của Thiếu tá Oberrender, và được cho nhập biên chế cùng Hải quân Hoa Kỳ vào ngày 11 tháng 5, 1944 dưới quyền chỉ huy của Hạm trưởng, Thiếu tá Hải quân Samuel Spencer.

## Lịch sử hoạt động

### 1944
Sau khi được nhận đạn dược và tiếp liệu tại cảng Orange và thử nghiệm tác xạ tại vịnh Mexico, Oberrender hoàn tất việc trang bị tại xưởng tàu của hãng Todd tại Galveston và được khử từ trước khi lên đường đi Bermuda vào ngày 28 tháng 5, 1944. Trong thành phần Hạm đội Đại Tây Dương, nó tiến hành chạy thử máy ngoài khơi hòn đảo trong suốt tháng 6. Quay trở về Xưởng hải quân Boston, con tàu được sửa chữa và hiệu chỉnh sau chạy thử máy, và sau đó đi đến Xưởng hải quân Norfolk để tiếp tục sửa chữa cho đến ngày 22 tháng 7. Con tàu lên đường hộ tống cho các tàu tiếp dầu Nantahala (AO-60) và tàu chở dầu Nemasket (AOG-10) đi sang vùng kênh đào Panama, rồi băng qua kênh đào vào ngày 1 tháng 8 sau khi ghé đến đảo Aruba đối diện với bờ biển Venezuela.

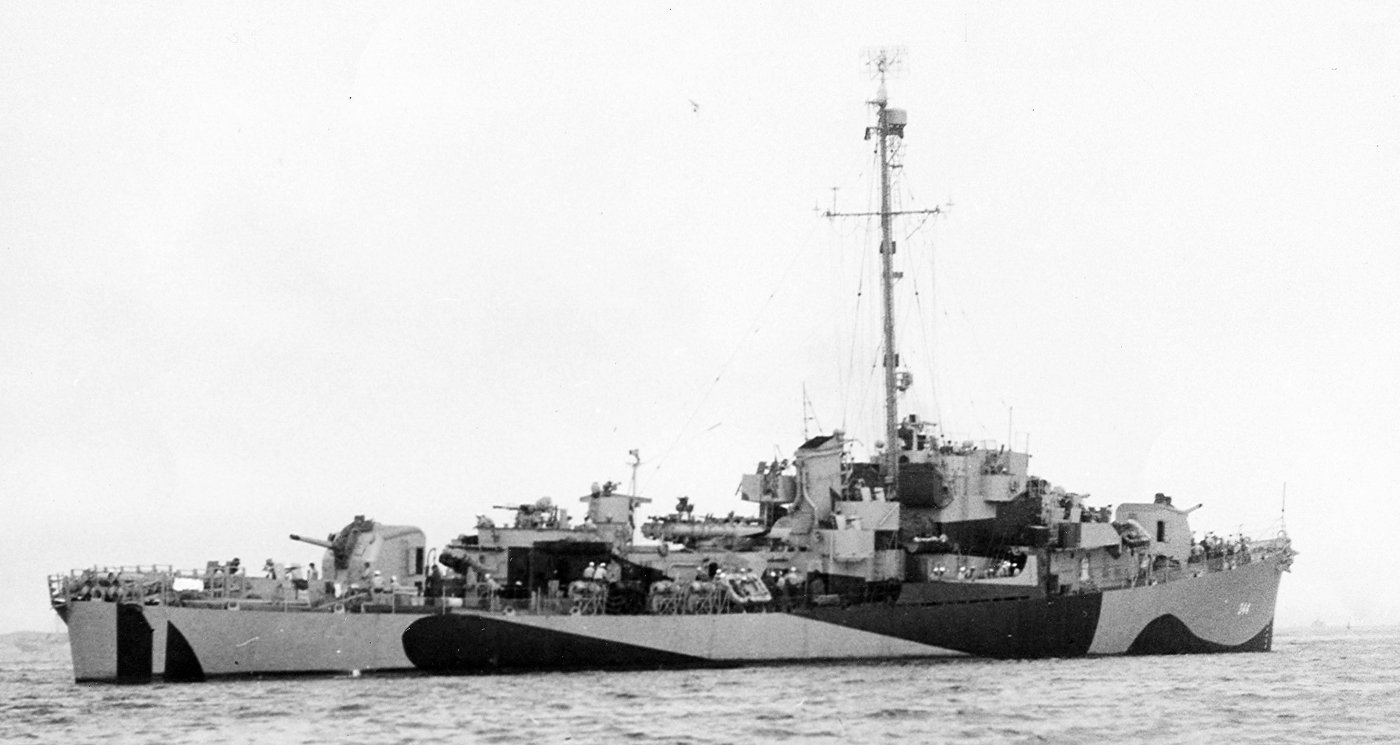
Oberrender ngoài khơi Boston, ngày 15 tháng 7 năm 1944

Được phân về Đội hộ tống 69 trực thuộc Hạm đội Thái Bình Dương, Oberrender tiếp tục hộ tống Nantahala và Nemasket đi đến Trân Châu Cảng vào ngày 16 tháng 8.  Nó tiếp tục huấn luyện và thực hành tác xạ tại vùng biển quần đảo Hawaii cho đến ngày 30 tháng 8, khi nó lên đường, cùng với tàu hộ tống khu trục Rall (DE-304) hộ tống một đoàn tàu vận tải đi Eniwetok thuộc quần đảo Marshall. Khi đến nơi họ lại hộ tống một đoàn tàu vận tải khác cho chặng quay trở về, đến Trân Châu Cảng vào ngày 18 tháng 9. Cùng với các tàu chị em Samuel B. Roberts (DE-413) và Walter C. Wann (DE-412), nó lại hộ tống một đoàn tàu vận tải khác đi sang Eniwetok, đến nơi vào ngày 30 tháng 9.
Cùng các tàu khác thuộc Đội hộ tống 69, Oberrender lên đường vào ngày 1 tháng 10 để đi sang đảo Manus thuộc quần đảo Admiralty, đi đến Seeadler Harbor năm ngày sau đó. Cùng với các tàu hộ tống khu trục Walter C. Wann và LeRay Wilson (DE-414) cùng các tàu khu trục Haggard (DD-555), Franks (DD-554) và Hailey (DD-556), nó rời Manus vào ngày 12 tháng 10 để hộ tống cho các tàu sân bay hộ tống dưới quyền Chuẩn đô đốc Thomas L. Sprague đi sang Philippines để tiến hành cuộc đổ bộ lên Leyte. Con tàu nằm trong thành phần hộ tống bảo vệ thuộc Đơn vị Đặc nhiệm 77.4.2 (Taffy 2) dưới quyền Chuẩn đô đốc Felix Stump, khi các tàu sân bay hộ tống của đơn vị bắt đầu không kích xuống các mục tiêu đối phương tại miền Trung Philippines từ ngày 17 tháng 10.
Được cho tách ra vào ngày 24 tháng 10 để hộ tống các tàu sân bay hộ tống thuộc Đơn vị Đặc nhiệm 77.4.1 (Taffy 1) rút lui về Morotai để nhận máy bay thay thế, Oberrender lỡ mất cơ hội tham gia vào trận Hải chiến vịnh Leyte diễn ra một ngày sau đó. Sau khi được tiếp nhiên liệu tại vịnh San Pedro, Leyte, nó gia nhập trở lại cùng Đơn vị Đặc nhiệm 77.4.2 vào ngày 29 tháng 10 cho hành trình quay trở về Manus. Nó đang thả neo tại Seeadler Harbor vào ngày 10 tháng 11, ở cách chiếc tàu tiếp đạn Mount Hood (AE-11) khoảng 1.100 yd (1.000 m) khi Mount Hood nổ tung. Oberrender bị hư hại nặng do mảnh vỡ bắn tung và đạn dược bị kích nổ; một thành viên thủy thủ đoàn của nó mất tích, một người khác thiệt mạng và thêm 17 người bị thương. Nó phải được kéo đến ụ tàu tại Lombrum để sửa chữa, kéo dài cho đến hết tháng 11, vào lúc này Đội hộ tống 69 được điều sang Lực lượng Đặc nhiệm 79 trực thuộc Đệ Thất hạm đội.
Sau khi hoàn tất việc sửa chữa, Oberrender đi đến vịnh Borgen ngoài khơi mũi Gloucester để tuần tra chống tàu ngầm vào đầu tháng 12. Nó quay trở lại Seeadler Harbor vào ngày 11 tháng 12 trong thành phần hộ tống cho Đội đặc nhiệm 79.4, và thực hành tác xạ tại đây cũng như trên đường đi đến vịnh Huon. Nó tuần tra tai khu vực từ ngày 18 tháng 12, rồi cùng Đội đặc nhiệm 79.2 quay trở lại Seeadler Harbor vào ngày 21 tháng 12. Khởi hành vào ngày 31 tháng 12, nó nằm trong thành phần hộ tống bảo vệ cho đội đặc nhiệm tham gia cuộc đổ bộ lên vịnh Lingayen.  Trên đường đi nó đã nổ súng nhắm vào một máy bay tiêm kích Mitsubishi A6M Zero tìm cách tấn công đoàn tàu vận tải, nhưng không thể hạ đối thủ.

### 1945

#### Philippines
Đang khi làm nhiệm vụ tuần tra chống tàu ngầm trong vịnh Lingayen từ ngày 9 đến ngày 12 tháng 1, 1945, Oberrender thoát khỏi sự chú ý của máy bay tấn công tự sát Kamikaze đối phương, vốn đã gây hư hại cho các tàu hộ tống chị em LeRay Wilson và Gilligan (DE-508). Nó cùng Gilligan và Richard W. Suesens (DE-342) lên đường quay trở lại vịnh San Pedro, Leyte trong thành phần hộ tống cho các tàu đổ bộ LST thuộc các lực lượng đặc nhiệm 78 và 79, đến nơi vào ngày 17 tháng 1. Sang ngày hôm sau, nó lên đường đi Hollandia, New Guinea trong thành phần hộ tống cho các tàu vận tải tấn công thuộc Đội đặc nhiệm 78.6. Tuy nhiên đội đặc nhiệm được lệnh chuyển hướng đến Biak trên đường đi, và Oberrender ở lại Mios Woendi cho đến ngày 27 tháng 1. Nó phục vụ tuần tra ngoài khơi Biak trong ba ngày trước khi quay trở lại Mios Woendi.
Đến ngày 1 tháng 2, Oberrender gia nhập thành phần hộ tống cho Đội Tăng viện Lingayen thứ ba, và khởi hành từ Biak hai ngày sau đó để vận chuyển Sư đoàn Bộ binh 41 đi đến vịnh Mangarin tại Mindoro vào ngày 9 tháng 2. Sau khi lực lượng được đổ bộ, nó cùng các tàu vận tải đi đến vịnh San Pedro vào ngày 12 tháng 2, và nó lên đường đi Ulithi thuộc quần đảo Caroline ba ngày sau đó trong thành phần hộ tống cho Đội đặc nhiệm 78.5, đến nơi vào ngày 19 tháng 2. Cho đến ngày 2 tháng 3, nó tham gia huấn luyện chống tàu ngầm phối hợp cùng tàu ngầm Skipjack (SS-184).

#### Okinawa
Rời Ulithi vào ngày 3 tháng 3, Oberrender hộ tống cho ba tàu tiếp dầu đi đến điểm neo đậu Tarraguna gần vịnh San Pedro vào ngày 7 tháng 3. Sau đó nó gia nhập Đội đặc nhiệm 51.1 để chuẩn bị tham gia vào cuộc đổ bộ lên Okinawa. Vào ngày 10 tháng 3, nó thực hành phòng không, rồi tham gia diễn tập tổng dượt đổ bộ tại vịnh Leyte từ ngày 14 đến ngày 16 tháng 3.
Trong thành phần Đội đặc nhiệm 51.1 của Lực lượng tấn công phía Tây, Oberrender lên đường vào ngày 21 tháng 3. Đơn vị này có nhiệm vụ chiến đóng Kerama Retto, một nhóm đảo nhỏ về phía Tây Okinawa, sẽ được lực lượng đổ bộ sử dụng làm nơi neo đậu hạm đội, tiếp liệu và sửa chữa tạm thời. Nó được phân về Đơn vị Đặc nhiệm 51.1.13 vốn còn bao gồm các tàu chị em Richard W. Suesens, Abercrombie (DE-343) thuộc Đội hộ tống 69 và các tàu khu trục Picking (DD-685), Sproston (DD-577), Isherwood (DD-520), William D. Porter (DD-579), Charles J. Badger (DD-657) và Kimberly (DD-521) thuộc Hải đội Khu trục 49.  Lực lượng đi đến khu vực Kerama Retto vào ngày 26 tháng 3, nơi Oberrender tuần tra chống tàu ngầm trong khi nhóm đảo nhỏ này nhanh chóng được bình định. Trong đêm 29 tháng 3, nó phát hiện một máy bay ném bom hai động cơ Mitsubishi G4M "Betty" bay bên trên các tàu vận tải, và đã khai hỏa các khẩu pháo phòng không; nhưng đối phương đã không tấn công và bỏ đi.
Khi cuộc đổ bộ chính lên Okinawa bắt đầu tiến hành từ ngày 1 tháng 4, đơn vị đặc nhiệm được giải tán và Oberrender gia nhập Đội đặc nhiệm 51.5 dưới quyền Đại tá Hải quân Frederick Moosbrugger để tuần tra chống tàu ngầm chung quanh hòn đảo. Máy bay đối phương không kích liên tục, và con tàu đã đánh đuổi một chiếc A6M Zero cùng một máy bay ném bom bổ nhào Aichi D3A "Val" trong hai dịp khác nhau vào ngày 2 tháng 4. Sang ngày hôm sau, nó túc trực để trợ giúp cho tàu hộ tống khu trục Foreman (DE-633) bị hư hại do trúng bom, rồi tạm thời tách ra để hộ tống tàu vận tải tấn công Kenton (APA-122) đi đến Hagushi. Nó rời khu vực Okinawa vào ngày 5 tháng 4 để hộ tống các tàu vận tải tấn công quay trở lại Saipan, rồi ghé qua Ulithi vào ngày 17 tháng 4 trước khi quay trở lại Okinawa.
Trong những ngày tiếp theo Oberrender cùng với tàu hộ tống khu trục England (DE-635) hoạt động tuần tra chống tàu ngầm chung quanh hòn đảo. Nó từng bắn súng cối chống ngầm Hedgehog vào những tín hiệu sonar dò được nhưng hóa ra chỉ là những đàn cá. Đến ngày 30 tháng 4, sau khi được tiếp liệu và bảo trì tại Kerama, nó tách ra để hoạt động độc lập, phục vụ như cột mốc radar tại các trạm canh phòng bố trí chung quanh Okinawa nhằm cảnh báo sớm các đợt không kích của đối phương. Nó đã hộ tống các tàu vận tải đi từ Hagushi đến vịnh Nakagusuku vào ngày 2 tháng 5, và đối đầu một máy bay ném bom Mitsubishi G3M "Nell" nhưng không có kết quả. 

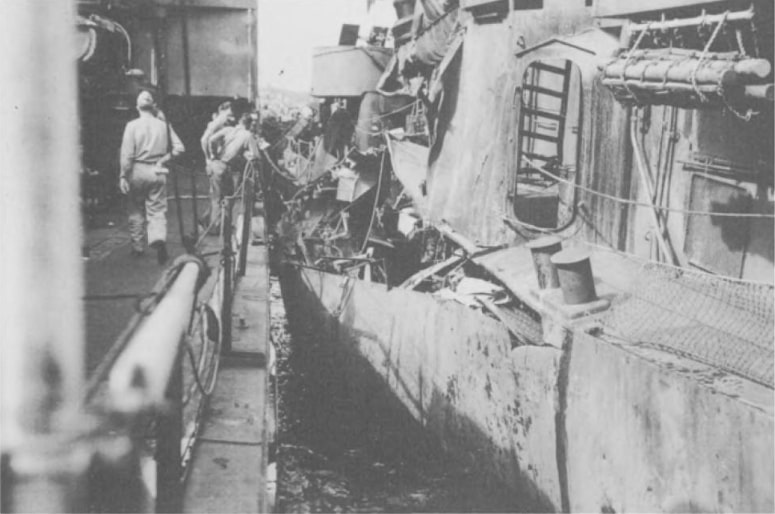
USS Oberrender sau khi bị máy bay Kamikaze đánh trúng - Những hư hại bên mạn phải gần phòng nồi hơi phía trước

Đang khi tuần tra chống tàu ngầm ngầm tại khu vực ngoại vi phía Tây Okinawa vào ngày 9 tháng 5, Oberrender bước vào báo động tác chiến khi có báo cáo về một cuộc tấn công Kamikaze lúc 18 giờ 40 phút. Nó phát hiện một máy bay đối phương đơn độc trên màn hình radar mười phút sau đó, và bắt đầu mở hết tốc độ, trông thấy chiếc máy bay lúc 18 giờ 52 phút khi đối thủ bắt đầu lượn vòng và bổ nhào xuống con tàu. Hỏa lực phòng không đã bắn trúng một bên cánh khiến chiếc máy bay bị dạt sang phải, nhưng vẫn đâm trúng khẩu đội Oerlikon 20 mm bên mạn phải. Quả bom mang theo xuyên qua sàn chính và phát nổ trong phòng hồi hơi phía trước, khiến con tàu mất điện và chết đứng giữa biển. Vụ nổ làm hư hại nặng con tàu và gần như khiến nó bị gảy làm đôi, biến dạng nặng nề một phần tư vỏ bọc ngoài bên mạn phải và cong vênh sàn chính.
Trong cuộc tấn công, tám thành viên thủy thủ đoàn đã tử trận và thêm 53 người khác bị thương; những người tử trận thuộc về phòng nồi hơi phía trước hay khẩu đội 20 mm bị máy bay đâm trúng. Oberrender cho chuyển những người bị thương sang tàu tuần tra Rexborg (PCE-855), rồi được chiếc tàu kéo hạm đội Tekesta (AT-93) kéo đến Kerama Retto. Được xem là một tổn thất toàn bộ, nó được cho xuất biên chế vào ngày 11 tháng 7, 1945, và rút tên khỏi danh sách Đăng bạ Hải quân vào ngày 25 tháng 7, 1945. Sau khi tháo dỡ mọi thiết bị hữu ích để tái sử dụng, lườn tàu được sử dụng như mục tiêu thực hành, và cuối cùng bị đánh chìm vào ngày 6 tháng 11, 1945.

## Phần thưởng
Oberrender được tặng thưởng ba Ngôi sao Chiến trận do thành tích phục vụ trong Thế Chiến II.
|  |                                         |  |
|  | Bronze star · Bronze star · Bronze star |  |

| Dãi băng Hoạt động Tác chiến  |                                                                         |                                      |
| Huân chương Chiến dịch Hoa Kỳ | Huân chương Chiến dịch Châu Á-Thái Bình Dương với 3 Ngôi sao Chiến trận | Huân chương Chiến thắng Thế Chiến II |